# Appalachina sayana
Appalachina sayana är en snäckart som först beskrevs av Henry Augustus Pilsbry 1906.  Appalachina sayana ingår i släktet Appalachina och familjen Polygyridae. Inga underarter finns listade i Catalogue of Life.